# Chrysotoxum elegans
Chrysotoxum elegans là một loài ruồi trong họ Ruồi giả ong (Syrphidae). Loài này được Loew mô tả khoa học đầu tiên năm 1841. Chrysotoxum elegans phân bố ở vùng Cổ Bắc giới